# 伴野貞祥
伴野 貞祥（ともの さだよし）は、室町時代後期から戦国時代にかけての武将。信濃村上氏、甲斐武田氏の家臣。信濃国前山城主。伴野貞慶は兄弟ともされるが同人の可能性がある。

## 略歴
伴野氏は鎌倉時代の小笠原氏の嫡家。文明3年（1471年）、伴野光信の子として誕生。
同じ小笠原氏族の守護代・大井氏と対立しており、後ろ盾として甲斐国の武田氏と結んでいた。武田信玄に属して信濃平定戦に協力しているが、天文17年（1548年）、信玄が上田原の戦いで村上義清に敗れると抗いきれずに信濃村上氏に降った。しかし同年の塩尻峠の戦いで挽回した武田氏に帰順し、以降はそれに仕えた。
大永元年（1521年）、父・光信と祖父・光利の菩提寺として、叔父・節香徳忠を開山として貞祥寺を開基している。
永禄2年（1559年）、死去。